# کیو شاه‌تخته
کیو شاه‌تخته یک ستاره است که در صورت فلکی شاه‌تخته قرار دارد.